# ميغيل غونزاليس إسترادا
ميغيل غونزاليس إسترادا (بالإسبانية: Miguel González Estrada)‏ هو لاعب كرة قدم مكسيكي، ولد في 26 أبريل 1991.

## وصلات خارجية
- ميغيل غونزاليس إسترادا على موقع قاعدة بيانات كرة القدم.إي يو (الإنجليزية)
- ميغيل غونزاليس إسترادا على موقع Soccerway.com (الإنجليزية)